# Hypobathrum rufidulum
Hypobathrum rufidulum là một loài thực vật có hoa trong họ Thiến thảo. Loài này được (Miq.) Mulyan. & Ridsdale mô tả khoa học đầu tiên năm 2002.